# Valle de Susa

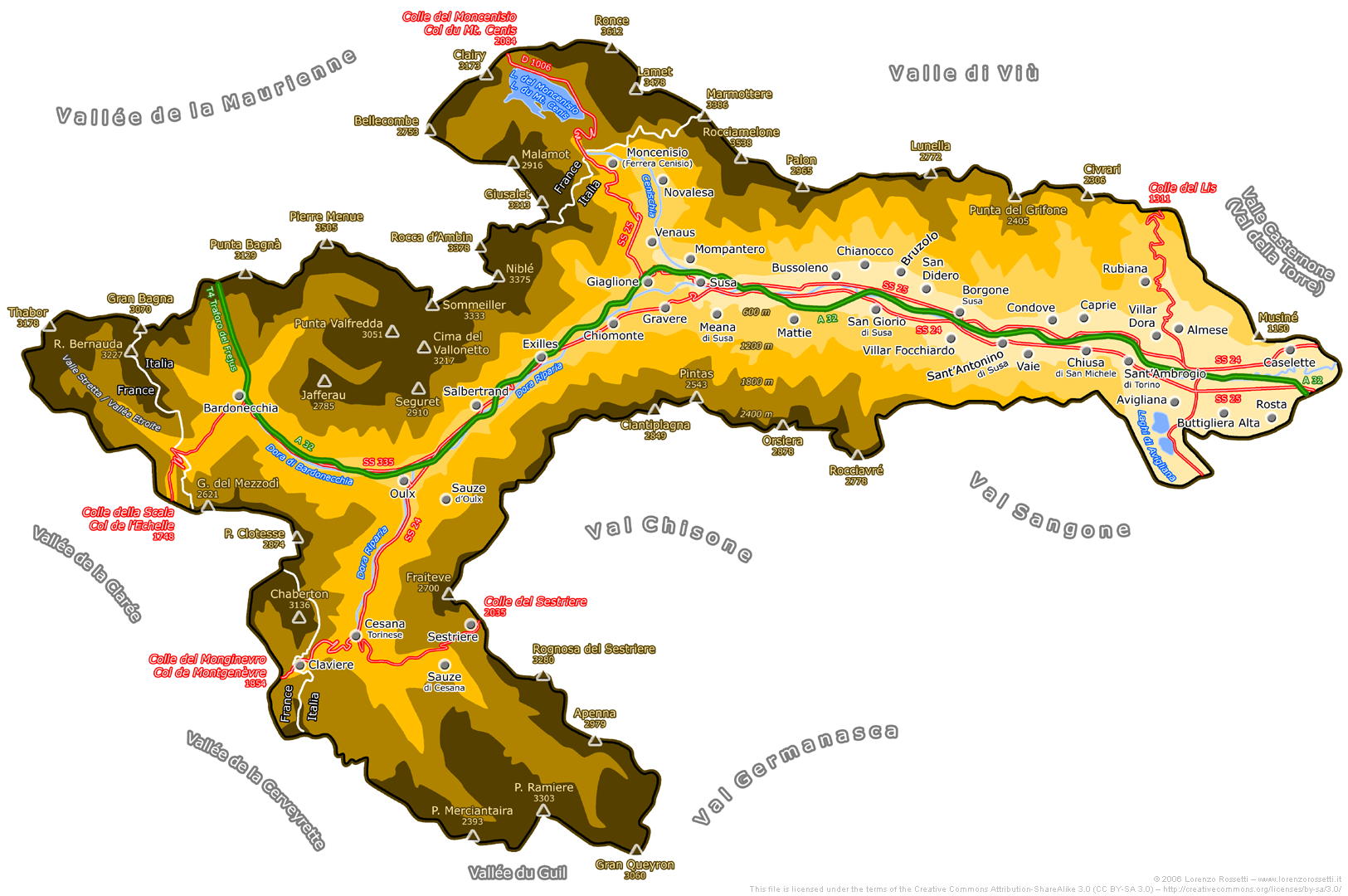
Mapa del Valle de Susa

El Valle de Susa  (arpitano Vâl Susa, occitano Val Susa) es un valle situado en Piamonte, en la provincia de Turín, limítrofe con Francia al oeste: a pesar de pertenecer enteramente a la cuenca hidrográfica del Po, y por tanto a la región geográfica italiana, partes de sus altos valles laterales forman parte de la República Francesa desde los tratados de paz de 1947. La parte baja forma parte de los Valles arpitanos del Piamonte, mientras que la parte alta forma parte de los Valles Occitanos. Tiene 80km de extensión y con más de 90.000 habitantes, es el valle más extenso y poblado del Piamonte. Toma su nombre de la antigua ciudad de Susa, situada en posición baricéntrica, aunque su centro más grande hoy es Avigliana; se pronuncia Valsusa en piamontés, Val Susa en occitano, Vâl Susa en arpitano, Vallée de Suse en francés. En el alto valle se encuentra el punto más occidental de Italia (cumbre de la Rocca Bernauda, en el municipio de Bardonecchia, 45°06 15 N 6°37 32 E).

## Geografía
En el valle existe un total de 39 municipios, de los cuales 23 forman parte de la Comunità Montana Bassa Valle di Susa e Val Cenischia, Y 14 de la Comunità Montana Alta Valle di Susa.  Los dos que quedan, Buttigliera Alta y Rosta, no forman parte de ninguna Comunità Montana. Los principales municipios son Avigliana, Bardonecchia, Bussoleno y Susa, donde habitan cerca del 30 % de la población del valle. El valle es recorrido por el río Dora Riparia. Es tocada tanto por los Alpes Cozie (a la derecha de Dora y del Cenischia) como por los Alpes Graie (a la izquierda de los mismos cursos de agua). Los torrentes Dora di Bardonecchia y Cenischia forman dos importantes valles que se ramifican de la principal.
El valle está delimitado por estas fronteras:
| Norte                                   | Este             | Sur                             | Oeste                                                  |
| * Valles de Lanzo * Maurienne (Francia) | * Llanura Padana | * Valle Sangone * Valle Chisone | * Valle Clarée (Francia) * Valle Cerveyrette (Francia) |

## Historia
Los primeros asentamientos estables del hombre se remontan al quinto milenio a. C., pero los primeros testimonios evidentes[5] se remontan a los siglos V y VI a. C., y están constituidos en su mayoría por copelas talladas en la roca, grabados e inscripciones rupestres presentes en gran número en todo el valle. Algunos antropólogos creen que aquí se produjo el encuentro entre tribus celtas transalpinas y celtas ligures locales, mientras que para otros la influencia celta fue mínima. En la época de la Roma republicana los pasos alpinos valsusinos comenzaron a adquirir una importancia militar estratégica: se especula que aquí haya transitado el ejército de Aníbal, quizás desde el paso del Monginevro o desde el Colle del Moncenisio, en el 218 a. C.. En el 61 y en el 58 a. C.., fue el turno de Julio César en marcha hacia las Galias, después de un acuerdo con el soberano local Donno. De los Commentarii de bello Gallico (lib. I, cap. X) se desprende que la frontera entre la Galia Cisalpina y la Galia transalpina se sitúa en el bajo valle, en Ocelum (al oeste de la Statio para fines romanos, hoy Drubiaglio di Avigliana). La alianza entre los romanos y los pueblos locales se estableció quizás entre el 13 y el 12 a. C. con un pacto entre el rey Cozio, hijo de Donno, y el emperador Augusto, celebrado en el friso del Arco de Augusto que fue erigido en Susa. La Via Domizia aquí se llamaba Via Cozia. Después de tres siglos de relativa paz comenzó un nuevo período de guerras, también debido al debilitamiento progresivo del aparato estatal romano. En el 311 d. C. hubo, por parte de Constantino, el asedio de Susa aliada del rival Majencio. Las relaciones con el poder central se hicieron cada vez más frágiles, mientras comenzaban las primeras invasiones bárbaras.

## Información local
- Luna Nuova, quincenal (martes a viernes) fundada en 1980 con sede en Avigliana.
- La Valsusa, semanal (jueves) fundada en 1897 con sede en Susa.